# Snipperclips
Snipperclips: Cut It Out, Together! är ett pusselspel utvecklat av SFB Games och utgivet av Nintendo till Nintendo Switch. Spelet låter spelarna klippa varandra och samarbeta för att lösa form- och fysikbaserade gåtor.